# Robilliard-Gletscher
Der Robilliard-Gletscher ist ein etwa 27 km langer Talgletscher an der Oates-Küste des ostantarktischen Viktorialands, der in den Usarp Mountains in nordöstliche Richtung fließt. Sein Entstehungsgebiet liegt südlich des Mount Simmonds und beim Mount Shields geht er in den Kooperatsiya-Piedmont-Gletscher über. 
Das Gletschergebiet wurde durch den United States Geological Survey und mithilfe von Luftaufnahmen der United States Navy zwischen 1960 und 1962 geodätisch vermessen. Das Advisory Committee on Antarctic Names benannte ihn 1970 nach dem US-amerikanischen Biologen Gordon Robilliard, der im Rahmen des United States Antarctic Program mit kurzer Unterbrechung von 1967 bis 1969 auf der McMurdo-Station tätig war.
Eine namentliche Verwechslungsgefahr besteht mit dem Robillard-Gletscher im westantarktischen Grahamland.